# Merry Xmas Everybody
Singles de Slade
My Friend Stan
(1973) Everyday
(1974)
Merry Xmas Everybody est une chanson du groupe de rock britannique Slade.
Elle est sortie en single un peu avant Noël 1973, devenant le numéro un de Noël de cette année au Royaume-Uni.
C'était le sixième et dernier numéro un britannique du groupe.

## Reprises
À la fin 1990, un peu avant la séparation de Slade, ses membres Noddy Holder et Jim Lea enregistrent une reprise de Merry Xmas Everybody avec le groupe The Metal Gurus. Le single atteint la 55e place des charts britanniques et Holder et Lea apparaissent dans le clip officiel.
La chanson a aussi été notamment reprise par Tony Christie. Sa version a atteint la 49e place au Royaume-Uni à la fin de décembre 2005.